# Фишер, Эллисон (актриса)
Э́ллисон Фи́шер (англ. Allison Fischer; род. 19 октября 1988, Нью-Джерси) — американская актриса и певица.

## Биография
Эллисон родилась в Северном Джерси. Дебютировала в мюзикле «Рождество на королевском острове» в 2000 году. В этом же году она появилась в бродвейском мюзикле на Медисон-сквер-гарден «Рождественская песнь» в роли Грейс Смит. Вместе с ней играли такие знаменитости, как Фрэнк Ланджелла и Тим Карри.
Затем последовало участие в мюзикле «Принц и нищий», основанном на одноимённом романе М. Твена. Его показывали в 2002—2003 годах. Также она сыграла маленькую роль в январе 2003 года в мюзикле «Фиалка». В 2004 году Фишер участвовала в мюзикле «Дети пишут Богу» как дублёр; постановка вышла 30 июня 2004, а последний раз показана на сцене 2 января 2005.
В 2006 году Фишер сыграла в мюзикле «Лестат», интерпретации серии романов-ужасов Энн Райс «Вампирские хроники» и главным образом трёх первых книг — «Интервью с вампиром», «Вампир Лестат» и «Царица проклятых». В нём Эллисон исполнила роль Клодии, маленькой девочки, которую вампир по имени Лестат обратил в себе подобного. С течением времени разум Клодии растёт, но сама она остаётся ребёнком. За это Клодия ненавидит своего создателя.
Дебют мюзикла состоялся в Сан-Франциско осенью 2005 года и получил решительно критическую реакцию; 26 апреля 2006 года его впервые поставили на Бродвее, но 28 мая, после 33 предварительных показов и 39 реальных спектаклей он был показан в последний раз.
Также Фишер играла в мюзикле Grease. На телевидении она дебютировала, снявшись в роли Меган в мыльной опере «Направляющий свет».